# Burni Alur Gajah
Burni Alur Gajah är ett berg i Indonesien.   Det ligger i provinsen Aceh, i den västra delen av landet, 1 600 km nordväst om huvudstaden Jakarta. Toppen på Burni Alur Gajah är 1 503 meter över havet.
Terrängen runt Burni Alur Gajah är varierad.Runt Burni Alur Gajah är det mycket glesbefolkat, med 5 invånare per kvadratkilometer. I omgivningarna runt Burni Alur Gajah växer i huvudsak städsegrön lövskog.